# قلعه ساسایاما
قلعه ساسایاما (به ژاپنی: 篠山城, Sasayama-jō)، قلعه ژاپنی اوایل دوره ادو واقع در شهر ساسایاما، هیوگو، استان هیوگو، ژاپن است.